# Within the Realm of a Dying Sun
Within the Realm of a Dying Sun è il terzo album in studio del gruppo musicale australiano Dead Can Dance, pubblicato il 27 luglio 1987 dalla 4AD.

## Descrizione
Il disco si compone di otto tracce e presenta una copertina che ritrae la tomba di François Vincent Raspail presso il 18º distretto del cimitero di Père-Lachaise di Parigi.

## Tracce
Testi e musiche di Brendan Perry e Lisa Gerrard.
1. Anywhere Out of the World – 5:08
2. Windfall – 3:30
3. In the Wake of Adversity – 4:14
4. Xavier – 6:16
5. Dawn of the Iconoclast – 2:06
6. Cantara – 5:58
7. Summoning of the Muse – 4:55
8. Persephone (The Gathering of Flowers) – 6:36

## Formazione
Gruppo
- Brendan Perry – strumentazione, voce
- Lisa Gerrard – strumentazione, voce

Altri musicisti
- Alison Harling – violino
- Emilyn Singleton – violino
- Piero Gasparini – viola
- Tony Gamage – violoncello
- Gus Ferguson – violoncello
- Mark Gerrard – tromba
- Richard Avison – trombone
- John Singleton – trombone
- Andrew Claxton – trombone basso, tuba
- Ruth Watson – oboe
- Peter Ulrich – timpani, tamburo da parata

Produzione
- Dead Can Dance – produzione
- John A. Rivers – produzione, ingegneria del suono
- Francisco Cabeza – ingegneria del suono